# Sobibór (vernietigingskamp)

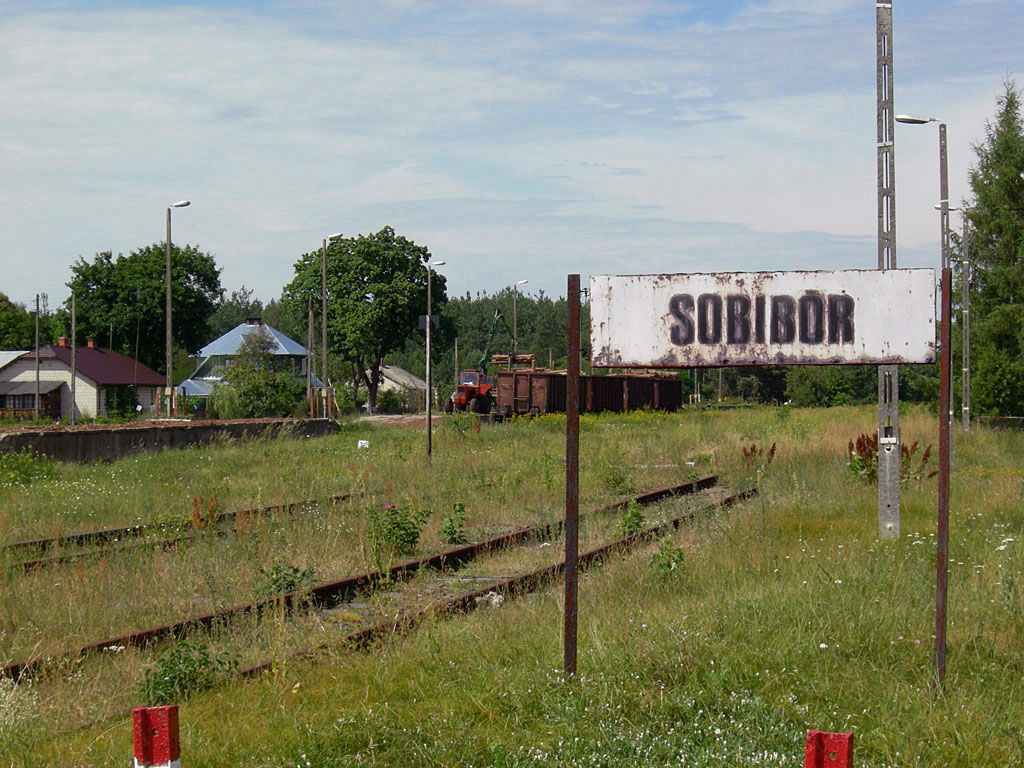
Het station van Sobibór in 2007

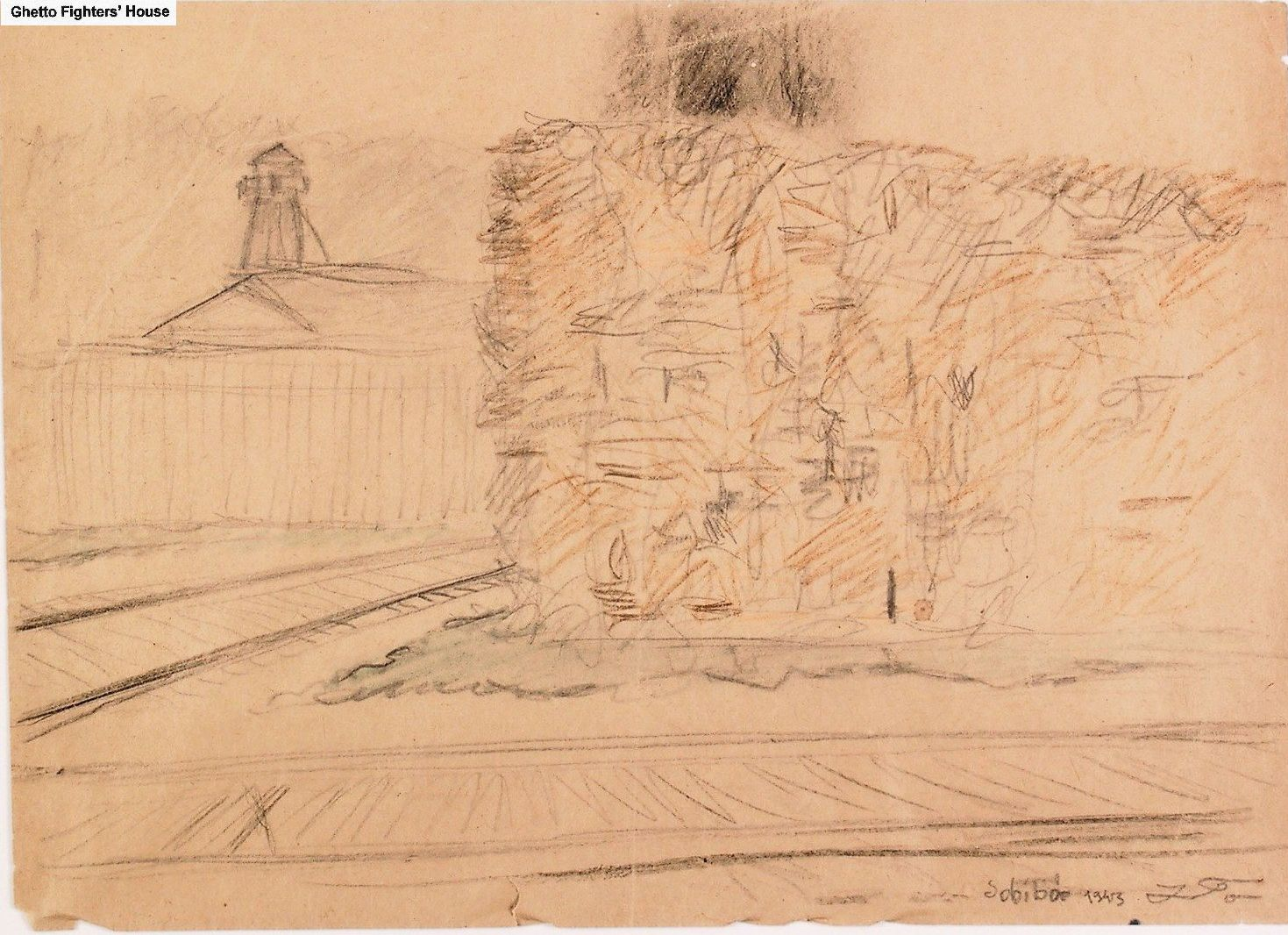
Tekening van het kamp in 1943. Een hoge omheining van gevlochten takken onttrekt de gaskamers aan het zicht

Sobibór was een vernietigingskamp in het Generaal-gouvernement  (tegenwoordig Oost-Polen), dat gevestigd was nabij het dorp Sobibór (in het huidige Poolse Woiwodschap Lublin). Het kamp, gebouwd en gebruikt tijdens de Tweede Wereldoorlog, stond onder gezag van nazi-Duitsland. Het bestond van april 1942 tot november 1943. Er zijn ten minste 170.165 personen naar Sobibor gedeporteerd, van wie er 169.800 in het kamp werden vermoord, voornamelijk Joden, maar ook Roma en niet-Joodse Polen. Andere bronnen spreken van 150.000 tot 250.000 doden. Er werden ten minste 34.295 Nederlandse Joden vermoord.
In tegenstelling tot Auschwitz, Majdanek en Treblinka bestond Sobibor niet uit een verzameling nevenkampen. Het enige doel was de gevangenen na aankomst in Sobibor zo snel mogelijk te vermoorden. De meesten die er aankwamen, stierven nog dezelfde dag. Degenen die de eerste schifting overleefden, werden tewerkgesteld in voornamelijk het Sonderkommando of in nabijgelegen werkkampen zoals kamp Dorohucza. Uiteindelijk wachtte ook hen de dood.

## Bouw
Het kamp Sobibór werd in 1942 gebouwd bij Sobibór in de buurt van Włodawa en Chełm in het Generaal-gouvernement. Het lag op het terrein van een voormalige houtvesterij bij het station Sobibór aan de spoorlijn tussen Chełm en Brest, op circa zes kilometer van het dorp. Christian Wirth koos deze locatie omdat ten behoeve van de houtvesterij al een aftakking op de spoorlijn was aangelegd. De bouw begon in februari-maart 1942 en werd uitgevoerd door circa tachtig Joodse dwangarbeiders uit omliggende getto's, die na de bouwwerkzaamheden werden doodgeschoten. De bouw en de voorbereiding daarvan gebeurden onder leiding van Hauptsturmführer Richard Thomalla. Het was het tweede kamp dat in het kader van Aktion Reinhard werd gebouwd. In april 1942 werd Polizeioberleutnant Franz Stangl benoemd tot commandant van het nieuwe kamp. Hij moest ervoor zorgen dat de bouwwerkzaamheden versneld werden en ging hiervoor te rade bij commandant Christian Wirth van kamp Bełżec. Midden april was het kamp gereed. Het bevatte drie kleine gaskamers, met een totale capaciteit van 150 personen.
Van midden juni tot oktober 1942 werd het kamp uitgebreid. Het perron langs de zijlijn werd verlengd, de oude gaskamers werden afgebroken en er werden zes nieuwe gaskamers gebouwd die in totaal een capaciteit van 500 personen hadden. Ook werd 1200 meter smalspoor aangelegd, van het perron naar de gaskamers in Kamp III.

## Kampcommandanten
Polizeioberleutnant Franz Stangl was de eerste kampcommandant, vanaf april 1942. In september 1942 werd Polizeihauptmann Franz Reichleitner commandant van Sobibór nadat Stangl naar Treblinka was overgeplaatst. Zowel Stangl als Reichleitner werd later dat jaar in de SS geassimileerd.

## Indeling
Het complex mat ca. vierhonderd bij zeshonderd meter, en was omgeven door drie prikkeldraadversperringen die onder spanning stonden, en deels door mijnenvelden. Het bestond uit vier zones. Het Vorlager, waar de SS'ers en de Oekraïense Trawniki's verbleven en de treinen binnenkwamen. Kamp I waar de dwangarbeiders woonden en werkten (schoenmakers, zadelmakers etc.). Kamp II was het ontvangstterrein waar de gevangenen hun bagage en kleding afgaven; de gevangenen die hier werkten, woonden in Kamp I. Kamp III had zes gaskamers (aanvankelijk drie) waarin in totaal ongeveer 500 mensen tegelijk vermoord konden worden door koolmonoxide in het uitlaatgas van een benzine- of dieselmotor. De gevangenen die hier werkten, woonden er ook, tot ze na een aantal weken zelf vermoord werden.
Het Vorlager was als een vriendelijk park ingericht. Er stonden bloemperken en wegwijzers naar een niet-bestaand zwembad en restaurant, zodat de gevangenen de indruk moesten krijgen in een comfortabel vakantiepark te zijn aangekomen. Of dat inderdaad het gewenste effect had, valt zeer te betwijfelen, want de SS'ers gedroegen zich allesbehalve vriendelijk.

## Transporten

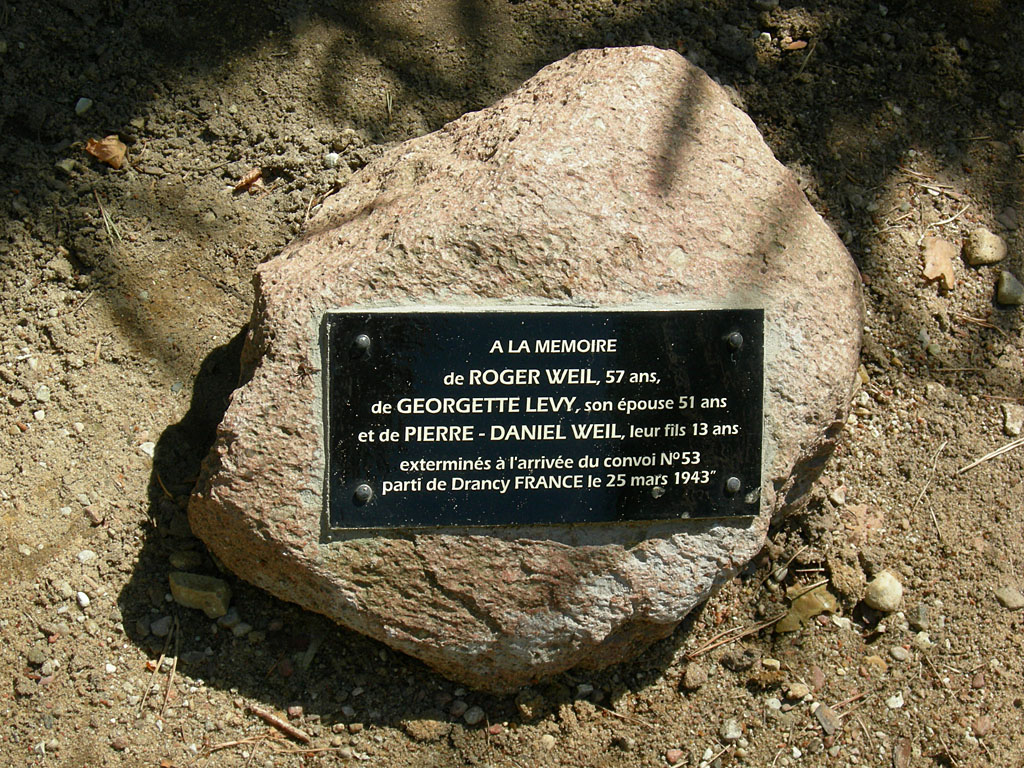
Stolperstein in de Himmelstrasse ter herinnering aan George Weil, zijn vrouw en hun zoon. (transport 53)

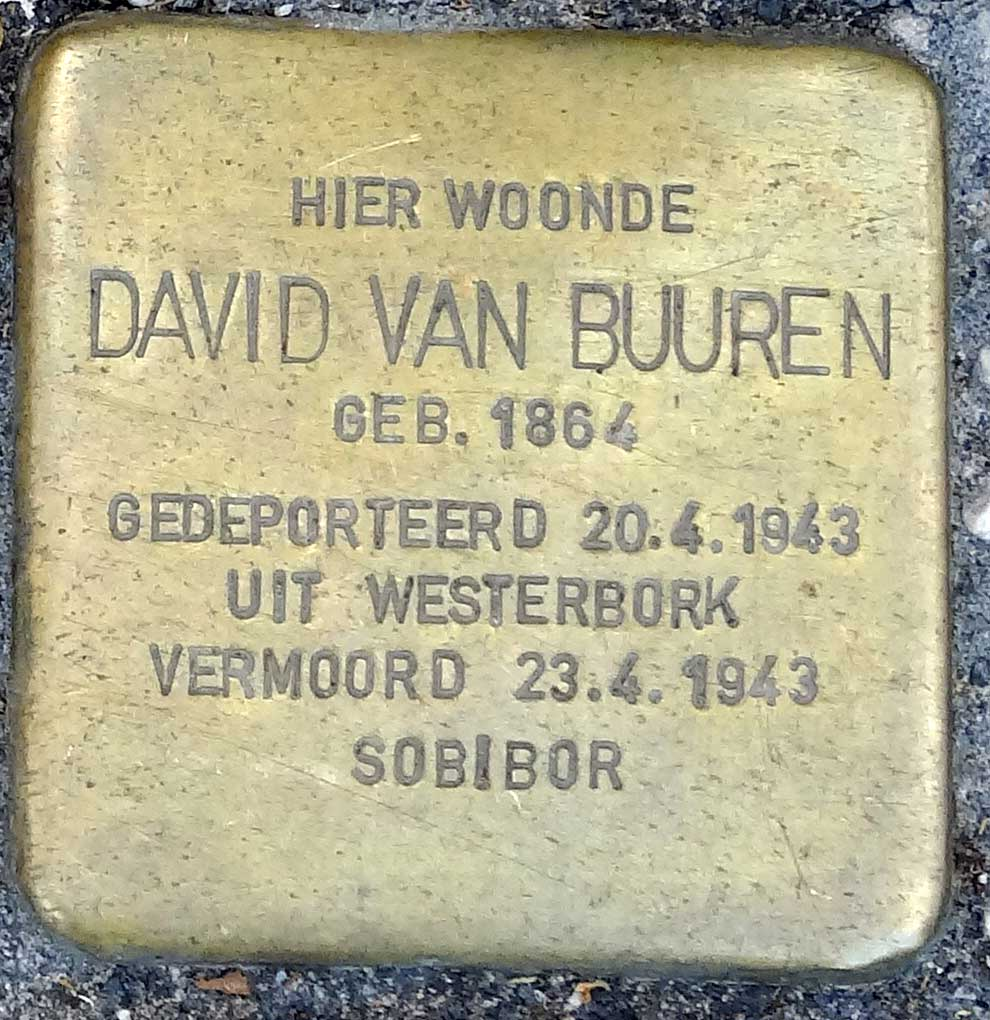
Stolperstein, Oosthaven 31, Gouda - David van Buuren, geboren in Amsterdam op 13-12-1864

### Polen
De eerste transporten kwamen in april 1942 per vrachtwagens uit Izbica (Polen). De 13-jarige Philip Bialowitz was een van de 45 gevangenen die geselecteerd werden om te werken. Hij moest kleding onderzoeken naar verstopt geld en juwelen. Drie maanden later kwam zijn broer Symcha ook in Sobibór aan. Later werden ook Duitse, Franse, Tsjechische, Slowaakse en Nederlandse Joden naar het kamp gedeporteerd.

### Frankrijk
Vanuit Kamp Drancy (Frankrijk) werden tussen maart 1942 en augustus 1944 ongeveer 63.000 joden naar Sobibór afgevoerd. Van transport 53 werden 31 mannen voor werk in het kamp geselecteerd. Alleen Antonius Bardach (1909) en Josef Duniec (1912-1965) overleefden de oorlog.

### Nederland
Tussen 3 maart en 20 juli 1943 kwamen 34.313 Joden uit Nederland naar het kamp, verdeeld over negentien transporten vanuit Kamp Westerbork. Het merendeel van de gedeporteerden werd nog op de dag van aankomst in de gaskamers vermoord. In totaal zijn ongeveer duizend mensen direct na aankomst doorgestuurd naar werkkampen. Uit de transporten vanuit Kamp Westerbork hebben slechts negentien mensen de oorlog overleefd.
Een van deze overlevenden was Jules Schelvis, die op 22-jarige leeftijd met zijn vrouw en schoonfamilie op 1 juni 1943 vanuit Westerbork op transport werd gezet naar Sobibór. Zijn vrouw en haar ouders werden er vermoord, maar Jules Schelvis zou  – na in nog zes andere concentratiekampen te hebben gezeten – de oorlog overleven. Na zijn pensioen wijdde Schelvis een groot deel van zijn leven aan historisch onderzoek naar Sobibor. Hij schreef verschillende boeken over het vernietigingskamp en over zijn eigen geschiedenis. Daarnaast maakte hij het tot zijn levenswerk om zoveel mogelijk mensen te vertellen over de geschiedenis van het kamp. Hij was jarenlang voorzitter van de stichting Sobibor en kreeg in 2008 een eredoctoraat voor zijn historisch onderzoek van de Universiteit van Amsterdam.

## Moordprocedure

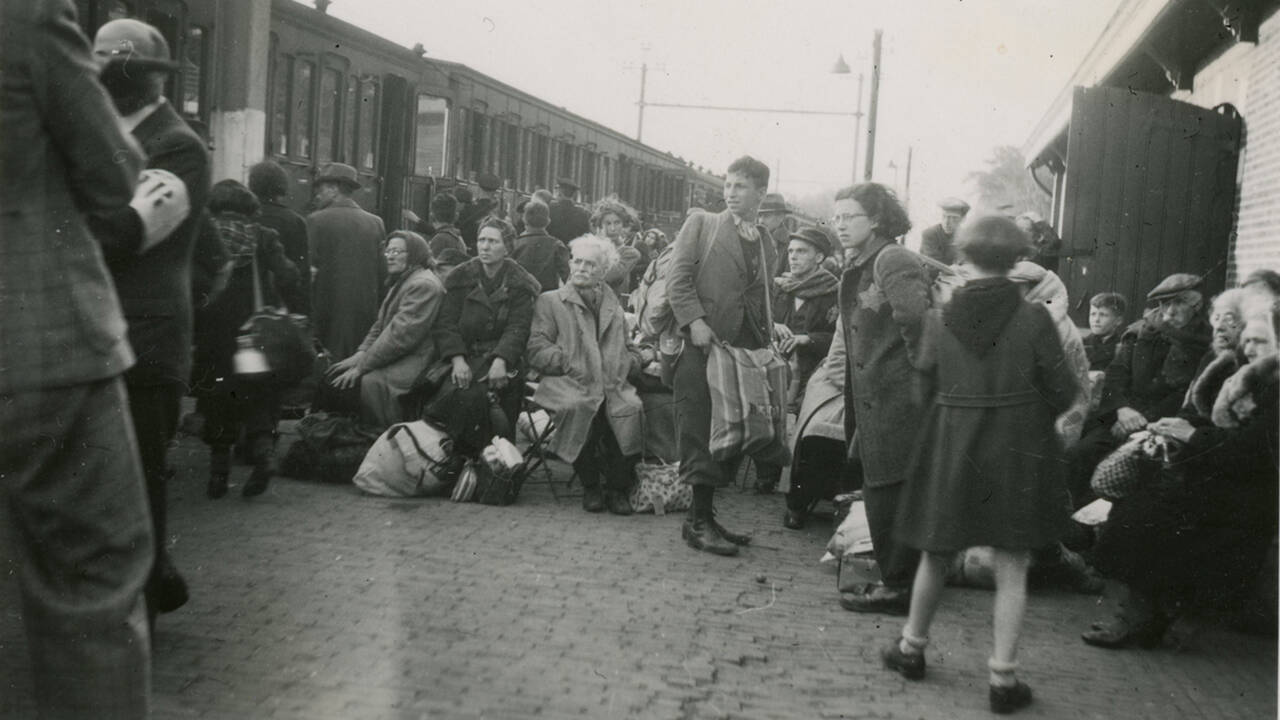
Transport naar Sobibór uit Kamp Vught, mei 1943

Loe de Jong vermoedt dat bij de transporten uit Midden- en West-Europa de aankomende trein in gedeelten werd gesplitst, met in elk deel ongeveer vijfhonderd personen, het aantal dat de gaskamers samen konden bevatten. Steeds wanneer de gaskamers er weer uitzagen als onschuldige doucheruimten werd een nieuw deel naar het perron gereden.
Bij aankomst werden de gevangenen in Kamp II uitgesplitst naar mannen en vrouwen. Bovendien werd een aantal personen uitgekozen die het Sonderkommando moesten vormen. De anderen kregen te horen dat ze een douche zouden krijgen. Bagage en waardevolle bezittingen werden afgegeven, evenals identiteitsbewijzen (die werden zorgvuldig verbrand). Vervolgens gingen de gevangenen naar Kamp III. Ze kleedden zich uit en van de vrouwen werd het hoofdhaar afgeschoren. De naakte gevangenen gingen naar de gaskamers, tot het laatste moment denkend dat het doucheruimtes waren. De motor werd gestart, en als niemand meer bewoog werd die gestopt. De lijken werden door het Sonderkommando uit de gaskamers getrokken en later verbrand.
Op 12 februari 1943 kwamen Reichsführer-SS Heinrich Himmler en Adolf Eichmann het kamp bezichtigen. Het kamp werd voordien opgeruimd en schoongemaakt, en ter demonstratie werden enkele honderden Joodse vrouwen uit een nabijgelegen kamp vergast. De vrouwen waren op hun schoonheid geselecteerd. Himmler beval tijdens zijn bezoek dat ook transporten uit Nederland op Sobibór moesten rijden.
Onderzoekers uit Polen en Israël verrichtten vanaf 2006 onderzoek naar de locatie van de gaskamers in het kamp en kwamen in 2014 naar buiten met de exacte locatie. Zij gaven aan dat het resultaat van groot belang is voor het onderzoek naar de Holocaust, omdat het aanwijzingen zou geven over de laatste momenten van de mensen die er vermoord zijn en over hun precieze aantal. Bij muurresten werden nog persoonlijke bezittingen gevonden, zoals sieraden en gouden tanden.
Van kamp Sobibór waren slechts twee foto's bekend, tot er in 2020 een boek werd gepresenteerd met foto's uit de nalatenschap van Johann Niemann. Deze SS'er was plaatsvervangend commandant en werd bij de opstand in 1943 gedood. Het boek bevat honderden foto's, waarop onder anderen John Demjanjuk te zien zou zijn, die altijd ontkend heeft kampbewaarder in Sobibór geweest te zijn.

## Nevenkampen
Tijdens de Aktion Reinhard ressorteerden vele dwangarbeiderskampen onder kamp Sobibór. De meeste van deze kampen waren opgericht om arbeiders te huisvesten die werkten aan het reguleren van de waterloop van de beken. Tijdens het beheer door Sobibór werden die kampen jodenkampen. Zij waren bedoeld om de mensen zich letterlijk dood te laten werken. De kampen waren onder andere gevestigd in: Czerniejów gemeente Jabłonna, indirect Dorohucza, Dorohusk, Kamien, Krychow, Luta, Nowosiółki gemeente Telatyn, Osowa, Ruda Opalin gemeente Ruda-Huta, Sawin, Siedliszcze, Sobibór, Staw-Sajczyce, Tomaszowka, Ujazdów gemeente Nielisz, Wlodawa en Żmudź. Slechts enkele bewoners van deze kampen hebben het verblijf overleefd. Aktion Erntefest maakte een einde aan veel van deze kampen en hun inwoners.

## Sonderkommando
Het Sonderkommando werd gedwongen de lijken te onderzoeken op waardevolle zaken, zoals ringen en gouden tanden en ten slotte de dode lichamen in massagraven te begraven. In een later stadium was het Sonderkommando ook werkzaam bij het heropenen van de massagraven toen de nazi's overgingen op het cremeren van stoffelijke overschotten.
Een deel van het Sonderkommando kreeg de taak de kleding te onderzoeken en te sorteren. Aanvankelijk werd het Sonderkommando na gedane plicht doodgeschoten. Er werd dus na elk transport een nieuw Sonderkommando samengesteld. Waarschijnlijk voldeed het Sonderkommando niet altijd even goed, want later werd tot de instelling van een meer permanent Sonderkommando besloten; uit de groep van vijftig sorteerders werden twintig personen gekozen die de lijken moesten begraven, en die na enkele weken zelf werden doodgeschoten. Voor de leden van het Sonderkommando moest natuurlijk huisvesting gebouwd worden. Hun uiteindelijke lot was echter hetzelfde en wie weigerde te werken werd direct vermoord. Van diegenen die werden gedwongen in Kamp III te werken heeft niemand de oorlog overleefd.

## Ontsnapping
In de zomer van 1943 kwam een verzetsgroep tot stand in het kamp onder leiding van Leon Feldhendler en Aleksandr Petsjerski, leden van het Sonderkommando die sliepen in Kamp I en werkten in Kamp II. Deze groep organiseerde een opstand op 14 oktober 1943, waarbij tien Duitsers, twee Volksduitsers en acht trawniki's werden gedood. Circa driehonderd gevangenen, van wie één uit Nederland, Selma Engel-Wijnberg, wisten het kamp te ontvluchten, maar de meesten kwamen om bij de klopjacht die daarop volgde. De meeste Joden die in het kamp waren achtergebleven werden gedood. Over deze ontsnapping is de film Escape from Sobibor (1987) gemaakt.
De Sonderkommando's die waren opgesloten in Kamp III waren niet bereikbaar voor de initiatiefnemers in Kamp I en II, en konden zo niet deelnemen aan de ontsnapping.

## Sluiting
Na de opstand besloten de Duitsers het kamp op te heffen. Dertig Joden uit Treblinka moesten het vernietigingskamp slopen en werden vervolgens doodgeschoten. De restanten van de gaskamers werden verborgen onder een asfaltweg, en er werd een boerderij gebouwd. Na de sloop groeide er een bos over het voormalige kamp.
Toen in de zomer van 1944 het gebied rond Sobibór werd bevrijd door Sovjets en Polen werden in de omgeving nog ongeveer vijftig Joden aangetroffen. Zij hadden zich schuilgehouden, of hadden zich aangesloten bij groepen partizanen.

## Getuigenverklaringen en interviews van overlevenden
Uit Sobibor zijn slechts achttien overlevenden teruggekeerd die vanuit Nederland zijn getransporteerd: drie mannen en vijftien vrouwen. Twee van hen, Selma Wijnberg en Ursula Stern, hebben daadwerkelijk in Sobibor verbleven, de overigen zijn enkele uren in het kamp geweest alvorens zij in de omgeving tewerk gesteld werden of doorgestuurd naar een ander kamp.
In juli 1944 stuitten de oorlogscorrespondenten van de Komsomolskaja Prawda (De Komsomol Waarheid) in Chełm Lubelski op enkele vluchtelingen uit Sobibór, namelijk Selma Engel, Chaim Powroźnik en Dov Freiberg en schreven hun verslagen op. Het eerste Nederlandse krantenartikel waarin het vernietigingskamp Sobibór vermeld staat is van 22 september 1944 op het eiland Curaçao in de Amigoe di Curaçao. Hierin staat een interview met Selma Wijnberg, waarin ze vertelt dat ze met het 6e transport vanuit Westerbork op 9 april in Sobibór is gearriveerd en wat in het kamp gebeurt. Het artikel verwijst naar het onderzoek van de Russische journalist Ilja Ehrenburg. Hij sprak Selma Engel in juli 1944.
In de periode 1947 tot 1992 zijn getuigenverklaringen en interviews van de volgende overlevenden vastgelegd in Nederlandse archieven.

## Dodental

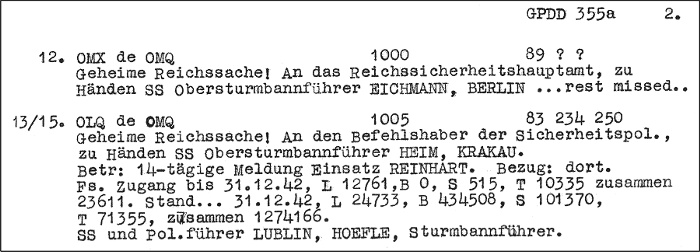
Een telegram van Hermann Höfle, waarin de moord op 101.370 personen in kamp Sobibór wordt vermeld per 31 december 1942

Tot 2002 werd aangenomen dat het dodental in ieder geval tussen de 150.000 en 250.000 lag. In 2000 werd echter een belangrijk document publiekelijk vrijgegeven. Op 11 januari 1943 had SS-Sturmbannführer Hermann Höfle vanuit het hoofdkwartier van de Aktion Reinhardt in Lublin een telegram gestuurd aan Franz Heim (1907-1944) in Krakau. Het betrof onder meer het aantal Joden dat per 31 december 1942 in de vier vernietigingskampen van de Aktion Reinhardt was aangekomen. Het bericht werd op dezelfde dag nog gedecodeerd door de Britse geheime dienst. Er werd echter niet veel mee gedaan en men zag het belang van het document niet. Toen het in 2000 publiekelijk werd vrijgegeven zagen diverse historici het belang van het document in; het vermeldde het aantal slachtoffers van de vernietigingskampen Sobibór, Majdanek, Bełżec en Treblinka tot aan december 1942. Door het gedecodeerde bericht kan worden vastgesteld dat het totale slachtofferaantal van Sobibór per 31 december 1942 101.370 bedroeg.
Vanaf 1943 werden nog eens 68.795 mensen naar Sobibór gedeporteerd, van wie 34.313 afkomstig uit Nederland. Achttien Nederlanders die werden gedeporteerd naar Sobibór overleefden de oorlog. Daarnaast werden er nog mensen uit Polen (14.900), de Sovjet-Unie (13.700), Frankrijk (3500) en Joegoslavië (2382) naar Sobibór afgevoerd. Dit brengt het totaal aantal gedeporteerden naar Sobibór op 170.165. In totaal zouden 365 personen het kamp overleven en van 57 is bekend dat ze de oorlog overleefden. Het totaal aantal dodelijke slachtoffers van Sobibór ligt dus op 169.800.
De naar wordt aangenomen laatste overlevende gevangene van Sobibór, Semion Rosenfeld, die in 1943 uit het kamp wist te ontsnappen, overleed in 2019 op 96-jarige leeftijd.

## Monumenten

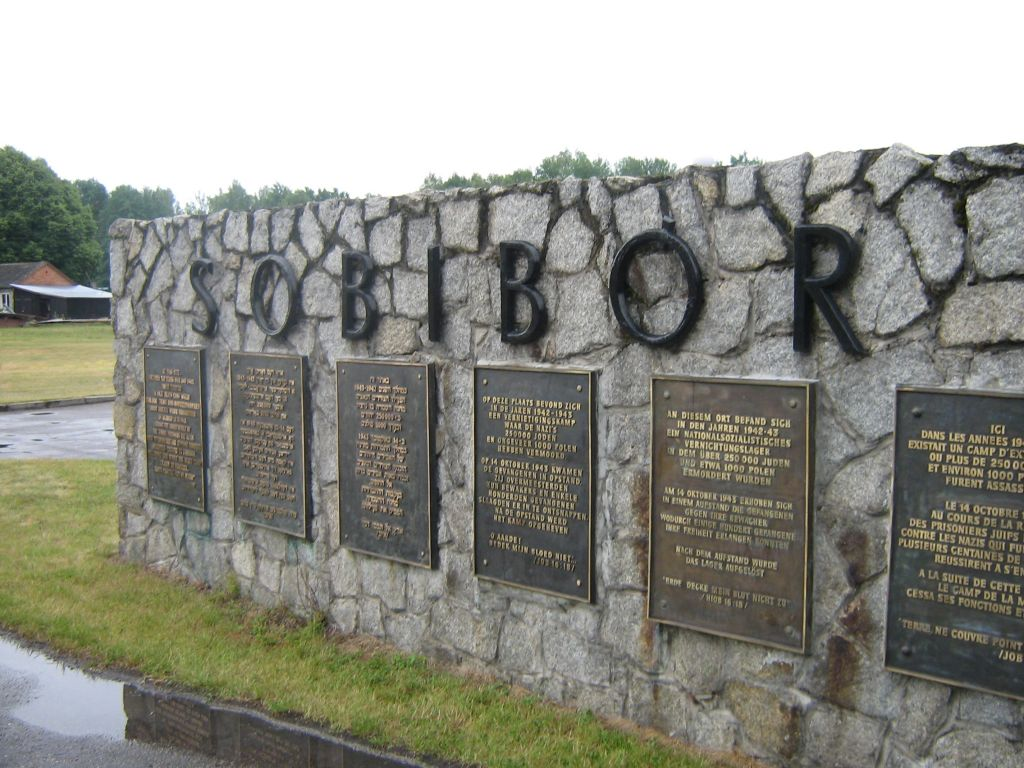
Gebogen muur

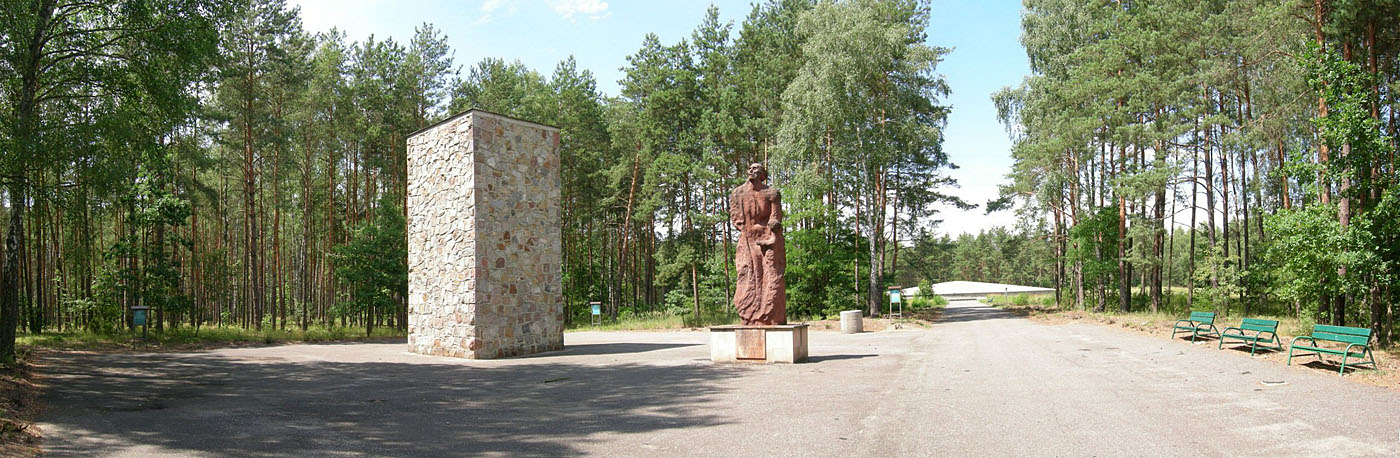
Herdenkingsteken

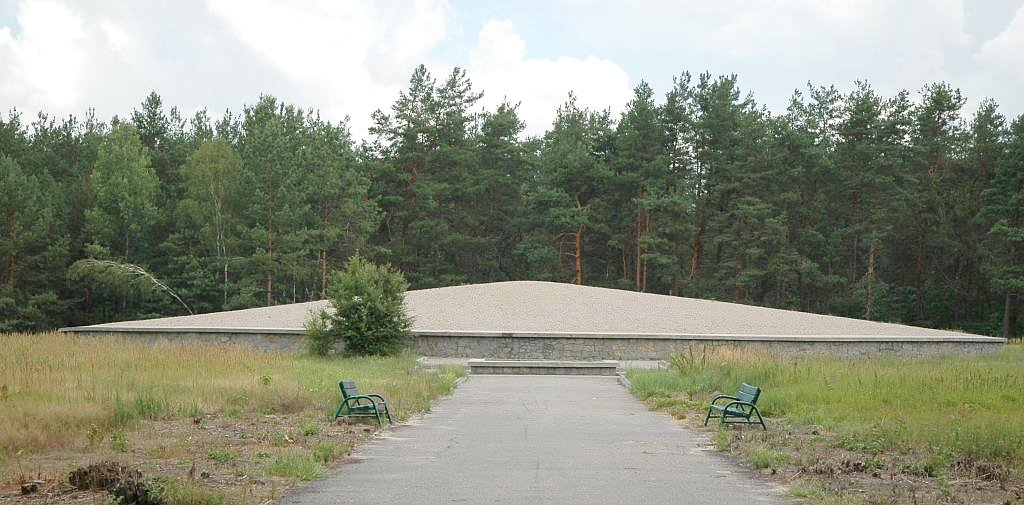
Mausoleum

Van het voormalige vernietigingskamp is weinig over. Er zijn enkele monumenten.
- Op een gebogen muur bij de ingang van het kamp zijn acht bronzen plaquettes aangebracht waarop de slachtoffers worden herdacht in acht verschillende talen:  Engels, Jiddisch, Hebreeuws, Nederlands, Duits, Frans, Slovaaks en Pools (geen Russisch). Daarboven staat SOBIBÓR.
- Het herdenkingsteken, onthuld in 1965, staat op de plaats waar de gaskamers vermoedelijk waren.
- Het mausoleum heeft de vorm van een platte piramide. Deze is gemaakt van zand vermengd met menselijke as en botten.

De herinrichting van Sobibór is in 2013 gestart. Bovengenoemde monumenten zijn sindsdien beter beveiligd.

## Museum
Op 14 oktober 1993, 50 jaar na de opstand, werd een klein museum geopend als dependance van het Włodawa Museum. Financieel liep het museum slecht waardoor het in 2011 tijdelijk gesloten werd. In 2013 werd een wedstrijd uitgeschreven voor een ontwerp van een nieuw museum. Het resultaat werd op 24 juni 2014 bekendgemaakt in aanwezigheid van koning Willem-Alexander en koningin Máxima. Nederland, Israël, Polen en Slowakije werken samen aan dit project. De begroting is $ 5 miljoen.
Toen het kamp in 1943 gesloten werd, werd al het bewijsmateriaal zorgvuldig verwijderd. Later werd er een bos geplant. Sinds oktober 2007 worden opgravingen verricht. Hierbij zijn persoonlijke eigendommen en sporen van de prikkeldraadomheiningen aangetroffen. In 2013  werden de resten van een ontsnappingstunnel in Kamp III gevonden en in 2015 zijn ook sporen van de gaskamers gevonden.

## Documentaire
Begin jaren tachtig van de twintigste eeuw maakte Jules Schelvis, zelf korte tijd gevangene in het kamp, video-opnames van gesprekken met 12 overlevenden van Sobibór. Zijn bedoeling om een documentaire te maken op basis van de 18 uur materiaal kwam niet tot uitvoering. Regisseur Piet de Blaauw maakte over dit project een tv-documentaire (De Sobibor Tapes) die in 2021 voor het eerst werd uitgezonden.
Alfabetisch op naam.  Indien een kamp meerdere rollen had, staat het in de "hoogste" groep.
Zie ook: Lijst van naziconcentratiekampen · Jappenkampen in Nederlands-Indië · Lijst van jappenkampen